# Linkomycyna
Linkomycyna – antybiotyk z grupy linkozamidów uzyskiwany naturalnie ze szczepów Streptomyces linconiensis. Spektrum działania, jakkolwiek ogólnie słabsze, jest bardzo zbliżone do klindamycyny. Istnieje krzyżowa oporność bakterii na oba antybiotyki. Wchłanianie, dystrybucja leku oraz działania niepożądane są bardzo zbliżone do występujących po podaniu klindamycyny. Lek stosowany jest co 6-8 godzin w formie doustnej (zwykle 500 mg) a co 12 godzin w formie domięśniowej lub dożylnej (600 mg).
Nazwy handlowe: Lincocin, Albiotic, Lincocine, Neloren.
Linkomycyna, według Klasyfikacji FDA ryzyka stosowania leków w czasie ciąży, należy do kategorii C. Oznacza to, że w badaniach na zwierzętach wykazano szkodliwe działanie dla płodu, jednak jej wpływ na ciążę człowieka nie jest potwierdzony w badaniach klinicznych. W związku z tym linkomycyna jest przeciwwskazana w czasie ciąży.